# Base de la Fuerza Aérea McChord
McChord AFB es un lugar designado por el censo ubicado en el condado de Pierce en el estado estadounidense de Washington.

## Demografía
Según la Oficina del Censo en 2000 los ingresos medios por hogar en la localidad eran de $35.319, y los ingresos medios por familia eran $35.205. Los hombres tenían unos ingresos medios de $23.004 frente a los $22.216 para las mujeres. La renta per cápita para la localidad era de $12.454. Alrededor del 7,3% de la población estaban por debajo del umbral de pobreza.